# 再熱・再生サイクル
再熱再生サイクル（さいねつさいせいサイクル）は、非可逆熱サイクルの一種で、再熱サイクルと再生サイクルとを組み合わせ、熱効率を向上させた蒸気タービンの理論サイクルである。

## サイクル
2段抽気の場合を記述すると。
1 温度T1－給水ポンプでP1からP2まで加圧→2 温度T2
2 温度T2
→温度Te2の蒸気m2で給水を加熱→温度Tf2
→温度Te1の蒸気m1で給水を加熱→温度Tf1
→蒸気ボイラでQ1の熱を吸熱→3 温度T3
3 温度T3－タービンで断熱膨張→a 温度Ta
a 温度Ta－蒸気ボイラでQaの熱を吸熱→b 温度Tb
b 温度Tb－タービンで断熱膨張
→e1 温度Te1 で m1の蒸気を抽気
→e2 温度Te2 で m2の蒸気を抽気→4 温度T4
4 温度T4－Q2の熱を復水器で放熱→1 温度T1

## 理論熱効率
WP = (1 - m1 - m2) (h2 - h1)
WT = h3 - ha + hb - { h4 - m1 ( he1 - h4 ) - m2 ( he2 - h4 )}
W = WT - WP = h3 - ha + hb - h4 + m1 ( he1 - h4 ) + m2 ( he2 - h4) - (1 - m1 - m2) (h2 - h1)
Q1 + Qa = h3 - hf1 + hb - ha
Q2 = ( 1 - m1 - m2 )( h4 - h1 )
ηth = W/ (Q1 + Qa) = { h3 - ha + hb - h4 + m1 ( he1 - h4 ) + m2 ( he2 - h4) - WP } / (h3 - hf1 + hb - ha)
給水ポンプの消費する仕事を無視すると
ηth = {h3 - h4 + m1 ( he1 - h4 ) + m2 ( he2 - h4)} / (h3 - hf1 + hb - ha)
よって、n段抽気の場合を記述すると。
{\displaystyle \eta _{th}={\frac {(h_{3}-h_{4})-\sum _{i=1}^{n}m_{i}(h_{ei}-h_{4})}{h_{3}-h_{f1}+h_{b}-h_{a}}}}
ηth : 理論熱効率  W : 有効仕事  WT : タービンのする仕事  WP : 給水ポンプの消費する仕事
h : 気体のエンタルピー  T : 絶対温度  P : 気体の圧力